# Power Macintosh 4400

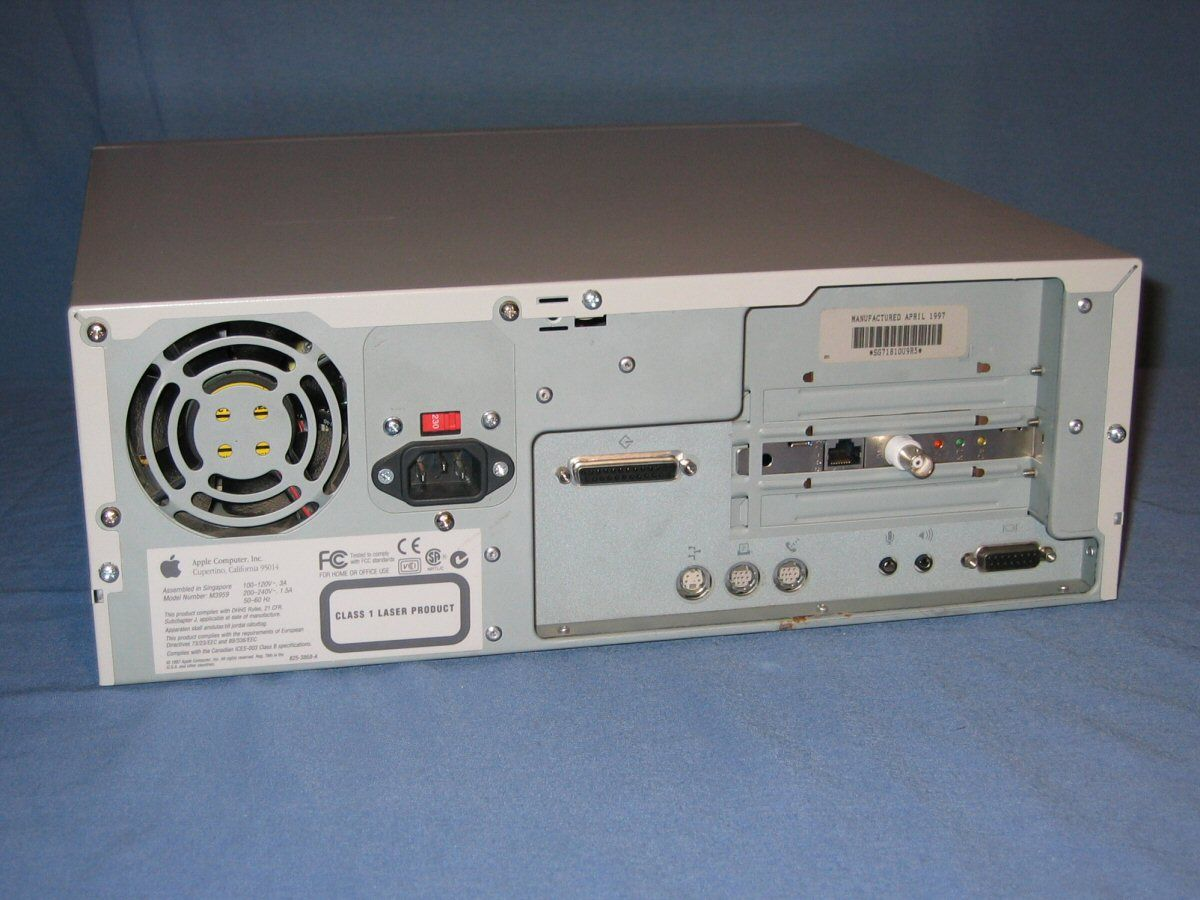
Power Macintosh 7220/200, achteraanzicht

De Power Macintosh 4400, ook aangeboden als Power Macintosh 7220 in sommige delen van de wereld, is een personal computer ontworpen, gefabriceerd en verkocht door Apple Computer van november 1996 tot februari 1998. Deze computer verschilt van andere Macintosh-modellen doordat hij gebouwd is met industriestandaard onderdelen zoals een IDE-harde schijf en een ATX-achtige voeding.
De 4400 kwam op de markt in een periode dat er veel Macintosh-klonen beschikbaar waren, vaak tegen scherpere prijzen dan die van Apple. Het moederbord van de 4400 was door Apple ontworpen maar werd tot dan alleen in Macintosh-klonen gebruikt. De computer gebruikt een standaard desktop-pc-behuizing in gebogen plaatmetaal, inclusief scherpe randen. In tegenstelling tot andere Macintosh-modellen schakelt de voeding van de 4400 niet automatisch tussen 110 en 230V.
In februari 1997 kreeg de 4400 een upgrade met een 200 MHz 603e-processor. Dit model was ook beschikbaar in een "PC Compatible"-uitvoering met een 166 MHz PC-coprocessorkaart met 16 MB RAM en een Cyrix 6x86 CPU.
Dit was de enige Power Macintosh die ontworpen werd op basis van goedkope productietechnieken. De 4400 werd opgevolgd door de Power Macintosh G3 Desktop, die vergelijkbaar geprijsd was met de 4400.

## Modellen
Beschikbaar vanaf 7 november 1996:
- Power Macintosh 4400/160: basisversie voor de Europese markt zonder L2-cache en zonder Ethernet.[1][2]

Beschikbaar vanaf 17 februari 1997:
- Power Macintosh 4400/200: wereldwijd aangeboden, behalve in het Verre Oosten.[3]
- Power Macintosh 7220/200: aangeboden in het Verre Oosten.[4]

Beschikbaar vanaf 4 april 1997:
- Power Macintosh 4400/200 PC Compatible: Identiek aan de 4400/200 maar met een extra PC-coprocessorkaart die het mogelijk maakt om MS-DOS en Windows 95 te draaien.[5]
- Power Macintosh 7220/200 PC Compatible: Identiek aan de 4400/200 PC Compatible, aangeboden in Europa en het Verre Oosten.[6]

## Specificaties
- Processor: PowerPC 603e @ 160 of 200 MHz
- FPU : geïntegreerd in de processor
- PMMU : geïntegreerd in de processor
- Systeembus snelheid: 40 MHz
- ROM-grootte: 4 MB
- Databus: 64 bit
- RAM-type: 60 ns 168-pin DIMM
- Standaard RAM-geheugen: 16-32 MB
  - Uitbreidbaar tot maximaal 160 MB
  - RAM-sleuven: 3
- Standaard video-geheugen: 1 MB EDO DRAM
  - Uitbreidbaar tot maximaal 4 MB EDO DRAM
- Standaard diskettestation: 3,5-inch, 1,44 MB (manueel)
- Standaard harde schijf: 1,2 of 2,0 GB (IDE)
- Standaard optische schijf: 8x of 12x CD-ROM
- Uitbreidingssleuven:
  - 4400/160: 3 PCI
  - 4400/200: 2 PCI,[a] Comm-II
- Type batterij: 4,5 volt Alkaline
- Uitgangen:
  - 1 ADB-poort (mini-DIN 4) voor toetsenbord en muis
  - 1 video-poort (DB-15)
  - 1 SCSI-poort (DB-25)
  - 2 seriële GeoPort poorten (mini-DIN-9)
  - 1 audio-uit (3,5 mm jackplug)
  - 1 microfoon (3,5 mm jackplug)
  - 1 Ethernet (RJ-45)[b]
- Ondersteunde systeemversies: 7.5.3 t/m 9.1
- Afmetingen: 13,8 cm × 38,4 cm × 44,1 cm  (hxbxd)
- Gewicht: 10,9 kg

Uit productie: 1984: Macintosh 128K, Macintosh 512K · 1985: Macintosh XL · 1986: Macintosh Plus · 1987: Macintosh II, Macintosh SE · 1988: Macintosh IIx · 1989: Macintosh SE/30, Macintosh IIcx, Macintosh IIci, Macintosh Portable · 1990: Macintosh IIfx, Macintosh Classic, Macintosh IIsi, Macintosh LC serie · 1991: Macintosh Quadra 700, Macintosh Quadra 900, Apple PowerBook · Macintosh Classic II · 1992: Macintosh IIvx, Macintosh Quadra 950, PowerBook Duo, Macintosh Performa serie · 1993: Macintosh Centris serie, Macintosh Color Classic, Macintosh TV · Apple Workgroup Server · 1994: Power Macintosh · 1997: Power Macintosh G3, PowerBook G3, Twentieth Anniversary Macintosh · 1998: iMac · 1999: iBook, Power Mac G4 · 2000: Power Mac G4 Cube · 2001: PowerBook G4 · 2002: eMac, iMac G4 · 2003: Xserve, Power Mac G5 · 2004: iMac G5 · 2005: Mac mini · 2006: MacBook · 2015: MacBook (Retina) · 2017: iMac Pro

Huidige modellen: MacBook Air, MacBook Pro, iMac, Mac mini, Mac Studio, Mac Pro